# Скроботов, Николай Александрович
Николай Александрович Скроботов (1841—1920) — русский журналист, редактор «Петербургского листка».

## Биография
Родился в 1841 году в Нарве в семье священника Александра Николаевича Скроботова (1817—1880). В 1863 году окончил Санкт-Петербургскую духовную семинарию, затем учился в Санкт-Петербургском университете.
Литературную деятельность начал в 1866 году, поместив несколько статей и заметок в газете «Русский инвалид». Затем был сотрудником различных изданий: «Народный голос», «Биржевые ведомости», «Петербургская газета, «Петербургские ведомости» (ред. В. Корша), «Москва» (ред. И. Аксакова), «Биржевые ведомости» (ред. К. Трубникова), «Московский листок», «Всемирная иллюстрация», «Голос», «Гражданин», «Молва», «Сын Отечества», «Русский Мир», «Вечерняя газета» (неофициальный редактор), «Яхта», «Суфлер» и др. В 1872 —1874 годах был редактором газеты «Гдовско-Ямбургский листок». С 1874 года начал работать в газете «Петербургский листок», сначала секретарём редакции газеты, а с 11 июля 1884 года по 5 апреля 1917 года был её редактором.
Использовал псевдонимы: Дядюшка—Болтушка; Н. С.; С—ов; С—ов, Н.; С—тов, Н.; С—тов, Н. А.
Умер в 1920 году в Батуми.